# لویی مال
لویی مال (به فرانسوی: Louis Malle) ‏(۳۰ اکتبر ۱۹۳۲–۲۳ نوامبر ۱۹۹۵) کارگردان، فیلم‌نامه‌نویس و تهیه‌کننده فیلم فرانسوی برنده جایزه اسکار بود. فیلم دنیای سکوتش برنده نخل طلا و جایزه اسکار برای بهترین فیلم مستند در سال ۱۹۵۶ شد. همچنین او چندین بار نامزد جایزه اسکار در اواخر دوران کاریش بود.
مال هم در سینمای فرانسه و هم در هالیوود کارکرد و هم فیلم‌های انگلیسی زبان و هم فرانسوی زبان تهیه کرد. او بیشتر به خاطر فیلم‌هایی مانند آسانسوری برای چوبه دار (۱۹۵۸)، لاکومب، لوسین (۱۹۷۴)، شهر آتلانتیک (۱۹۸۱)، شامی با آندره (۱۹۸۱) و خداحافظ بچه‌ها (۱۹۸۷) شناخته شده‌است.

## فیلم‌شناسی
| نام فیلم               | سال  | کشور              | جوایز                             |
| ---------------------- | ---- | ----------------- | --------------------------------- |
| آسانسوری به سوی قتلگاه | ۱۹۵۸ | فرانسه            |                                   |
| عشاق                   | ۱۹۵۸ | فرانسه            |                                   |
| زندگی خصوصی            | ۱۹۶۲ |                   |                                   |
| آتش سرکش               | ۱۹۶۳ | فرانسه/ایتالیا    |                                   |
| شهر آتلانتیک           | ۱۹۸۰ | فرانسه/کانادا     | جایزه شیر طلایی جشنواره فیلم ونیز |
| خداحافظ بچه‌ها          | ۱۹۸۷ | فرانسه/آلمان غربی | جایزه شیر طلایی جشنواره فیلم ونیز |